# Новодвинск
Новодвинск (на руски: Новодвинск) е град в Русия, разположен в градски окръг Новодвинск, Архангелска област. Населението на града към 1 януари 2018 година е 38 434 души.

## Физико-географска характеристика
Градът е разположен в левия бряг на река Северна Двина. на 20 километра южно от областния център град Архангелск.

## История
Основан е през 1936 г. под името Ворошиловски. През 1957 година е преименуван на Първомайски. През 1977 година получава статут на град и е преименуван на Новодвинск.

## Население
| Година | Население |
| ------ | --------- |
| 1959   | 16 341    |
| 1970   | 34 192    |
| 1979   | 47 764    |
| 1989   | 50 183    |
| 2002   | 43 383    |
| 2010   | 41 851    |
| 2018   | 38 434    |